# Лунка (Закарпатская область)
Лу́нка (укр. Лунка) — село, входит в Хустскую городскую общину Хустского района Закарпатской области Украины.
Население по переписи 2001 года составляло 762 человека. Почтовый индекс — 90433. Телефонный код — 3142. Код КОАТУУ — 2125384002.